# Relaciones México-Turkmenistán
Las naciones de México y Turkmenistán establecieron relaciones diplomáticas en 1992. Ambas naciones son miembros de las Naciones Unidas.

## Historia
México y Turkmenistán establecieron relaciones diplomáticas el 14 de enero de 1992. Los vínculos se han desarrollado principalmente en el marco de foros multilaterales. 
En noviembre de 2010, el gobierno de Turkmenistán envió una delegación de dos miembros para asistir a la Conferencia de las Naciones Unidas sobre el Cambio Climático de 2010 en Cancún, México.
En enero de 2017, con motivo de la conmemoración del XXV aniversario del establecimiento de relaciones diplomáticas entre México y Turkmenistán, se inauguró la exposición fotográfica “México diversidad cultural” en el Museo Estatal de Bellas Artes de Turkmenistán, ubicado en la capital turcomana de Asjabad.
En 2025, ambas naciones celebraron 33 años de relaciones diplomáticas.

## Misiones Diplomáticas
- México está acreditado ante Turkmenistán a través de su embajada en Ankara, Turquía.[5]
- Turkmenistán está acreditado ante México a través de su embajada en Washington D. C., Estados Unidos.[6]